# Département de Maturín
 (mai 2017).
Si vous disposez d'ouvrages ou d'articles de référence ou si vous connaissez des sites web de qualité traitant du thème abordé ici, merci de compléter l'article en donnant les références utiles à sa vérifiabilité et en les liant à la section « Notes et références ».
1826–1830
Entités précédentes :
- Département de l'Orénoque (1826)

Le département de Maturín (departamento de Maturín, en espagnol) est une subdivision administrative de la Grande Colombie créée en 1826. Il est situé dans la partie nord-est du territoire de l'actuel Venezuela.

## Histoire
Le 18 avril 1826 est promulguée une loi additionnelle à celle de 1824 qui réorganise le département de l'Orénoque : les provinces de Cumaná, Barcelona et Margarita sont regroupées au sein du département de Maturín. 

## Géographie

### Divisions administratives
Selon la loi du 18 avril 1826, le département de Maturín est subdivisé en 3 provinces :
- Province de Cumaná
- Province de Barcelona
- Province de Margarita